# Сердца тьмы
«Сердца тьмы: Апокалипсис кинематографиста» (англ. Hearts Of Darkness: A Filmmaker's Apocalypse) — документальный фильм режиссёров Факса Бара, Джорджа Хикенлупера и Элинор Копполы, вышедший на экраны в 1991 году.

## Сюжет
Фильм рассказывает обо всём том, что сопровождало создание фильма «Апокалипсис сегодня». Здесь отражено как различные факторы, как-то плохая погода, особые природные условия, проблемы с актёрами, их здоровьем и многое другое, задерживали съёмки фильма, увеличивая тем самым их стоимость и негативно сказываясь на здоровье и карьере режиссёра Фрэнсиса Форда Копполы. В фильме использованы видеосъёмки и звукозаписи, сделанные женой режиссёра Элинор.

## В ролях
- Фрэнсис Форд Коппола
- Элинор Коппола
- Марлон Брандо
- Мартин Шин
- Роберт Дюваль
- Деннис Хоппер
- Витторио Стораро
- Сэм Боттомс
- Лоренс Фишберн

## Награды и номинации
- 1991 — премия Национального совета кинокритиков США за лучший документальный фильм.
- 1992 — две премии «Эмми» за лучшую режиссуру информационной программы (Факс Бар, Джордж Хикенлупер, Элинор Коппола) и лучший монтаж информационной программы (Майкл Грир, Джей Миракл), а также номинации в категориях «лучшая информационная программа» и «лучший сценарий информационной программы» (Факс Бар, Джордж Хикенлупер).
- 1992 — номинация на премию Гильдии режиссёров США за лучшую режиссуру документального фильма (Факс Бар, Джордж Хикенлупер, Элинор Коппола).